# Wayne Smith (pilote automobile)
Pour les articles homonymes, voir Wayne Smith et Smith.
Wayne Smith est un pilote automobile de stock-car natif de Timberlea (en), Nouvelle-Écosse au Canada.
Trois fois champion de la défunte série MASCAR (Maritime Association for Stock Car Auto Racing) en 1994, 1999 et 2000. Il enchaîne en devenant le premier champion du nouveau championnat Maritime Pro Stock Tour en 2001. Il répétera l'exploit en 2009 et 2011. À la conclusion de la saison 2014, en 130 départs en Maritime Pro Stock Tour, il a décroché 25 victoires, 71 top 5 et 97 top 10. Il est le recordman de la série pour le nombre de victoires.
Il compte aussi 14 départs en PASS North. Son meilleur résultat fut une troisième place à Scotia Speedworld en 2001.